# Siège de Marrakech (1146-1147)
Pour les articles homonymes, voir Bataille de Marrakech.
Conflit almoravido-almohade
Le siège de Marrakech est une bataille décisive opposant les Almohades aux Almoravides à Marrakech, capitale almoravide, entre 1146 et 1147. La prise de la ville marque la fin définitive de l'Empire almoravide. Abd al-Mumin devient le premier calife almohade.

## Déroulement
Selon l'ouvrage historique d'Al-Baydaq, après avoir ordonné la fabrication d'échelles pour les adosser aux remparts de la ville, Abd al-Mumin les partagea entre les différentes tribus. Pour l'assaut final, les Hintata et Ahl Tinmel entrent dans la ville du côté de Bab Doukkala, les Sanhadja et Abid Makhzen pénètrent du côté de Bab-al-Dabbagin, puis enfin les Haskoura et Ahl Qabail du côté de Bab Yintan.

## Sources

### Sources bibliographiques
1. ↑  Archives berbères 1930, p. 88

#### Francophone
- Institut des Hautes Etudes Marocaines, Hespéris : Archives berbères et bulletin de l'Institut des Hautes Etudes Marocaines, 1930 (lire en ligne)